# 大オルダ

大オルダ
Uluğ Orda

大オルダの領域（1389年ごろ）

大オルダ（だいオルダ、1466年 - 1502年）は、黄金のオルダ（ジョチ・ウルスの後継国家群）崩壊後に13世紀ごろに南ロシアのサライを首都として存在したジョチ家当主の政権で、ジョチ・ウルス裔の国家の歴史学的呼称。またの名は、黄金のオルドといい、ジョチ・ウルスの系譜を継いだ政権であった。領域は、南ロシア、キプチャク草原のステップに至った。

## 位置

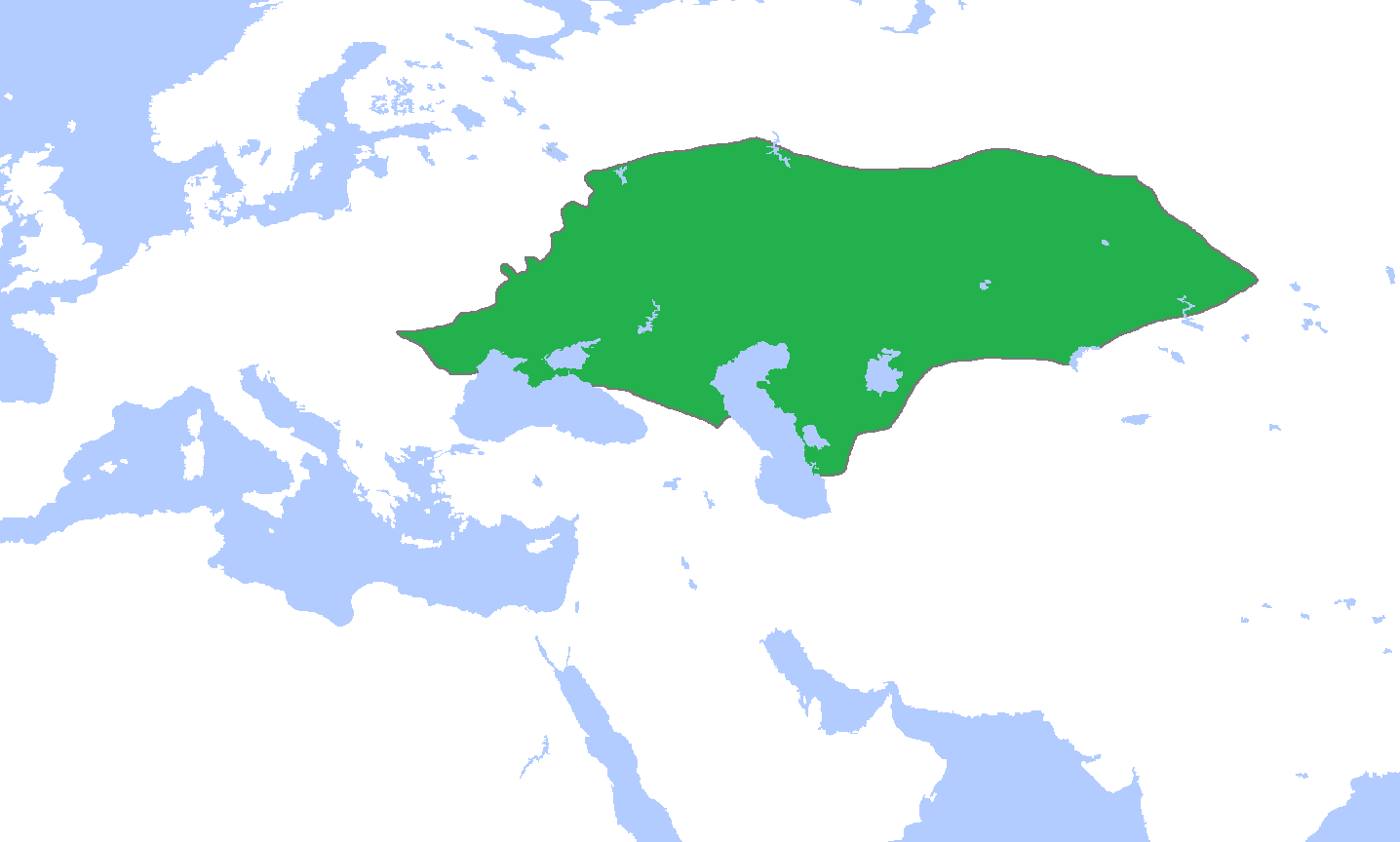
先代のジョチ・ウルスの支配地域。大オルダの支配領域は現在のカスピ海、南ロシア付近にあたり、ほとんどジョチ・ウルスの中核となる領域を踏襲していると言える。

大オルダは、カスピ海やジョージアなどのコーカサス山脈の北、シベリアやカザフスタンの西、ルーシの南、白ロシアやクリミアの東に当たる、草原地帯に位置し、存在した。つまりは、現在のロシア、南部連邦管区に相当する地域である。しかし、その領域は、ジョチ・ウルスの支配地域と比べて大幅に減少していた。
また、サライは二つあり、一つは今のアストラハンの近く、二つ目は、今のレニンスク付近にあった。前者はバトゥサライ、後者はニューサライ、またはベルケが建設したためにベルケサライといって別ものであった。

## 歴史

### おもむろな成立と前史

トカ・テムル朝のジョチ・ウルス。まだこの頃は、クリミア・ハン国や、アストラハン・ハン国は独立しておらず、ジョチ・ウルスの解体は初期の段階である。しかし、キエフの地はリトアニアに奪取されているし、東部の多くの地域は支配権を失っている。この地図では、ノヴゴロド国までもがジョチ・ウルスの支配地域になっている。この約百年後には、大オルダは成立する。

大オルダの帝国国旗

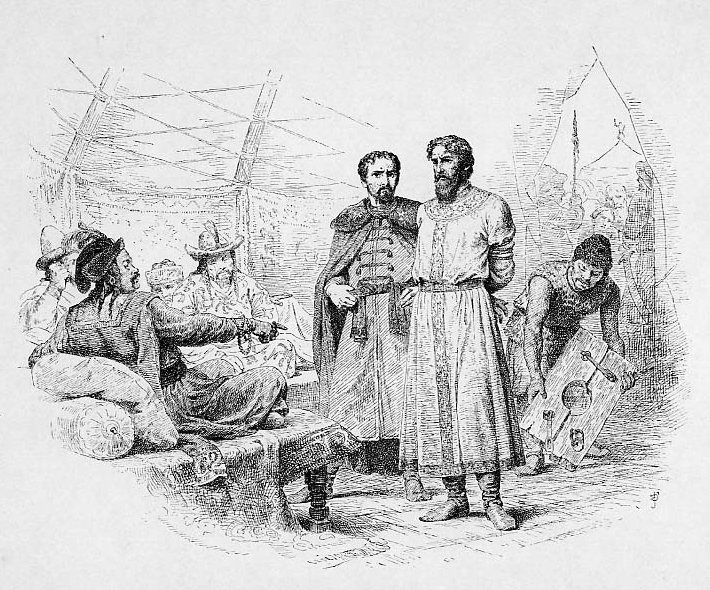
タタールの軛。この絵では、ルーシの領主が、ハンの前に引っ立てられている。

チンギス・カンの家系（ジョチ家）は代々、南ロシアを「ジョチ・ウルス」として支配してきた。南ロシアの諸国の領主たちに貢納を請求し、間接支配を続けて、これを南ロシアでは、タタールの軛と呼んだ。また、ジョチ・ウルスの支配層であったタタール人（ここでは、純モンゴル系の人々のことをさす）たちは、やがて言語的にはテュルク語系に変化し、宗教的にはイスラム教化していった。15世紀ごろには、弱体化により、ジョチ・ウルスは解体と再編成が進行した。後継政権にはカザフ・ハン国、クリミア・ハン国、シビル・ハン国、そして、大オルダなどの諸政権であった。この各地に林立した諸政権はロシア帝国に編入されるまで中央アジア等の地域でジョチ・ウルスの命脈を保った。
しかし、盛えたジョチ・ウルスも衰退し、のであった。しかし、そのなかでも大オルダはジョチ裔の正当な家系としての地位を保ち続けたのであった。

### 衰退

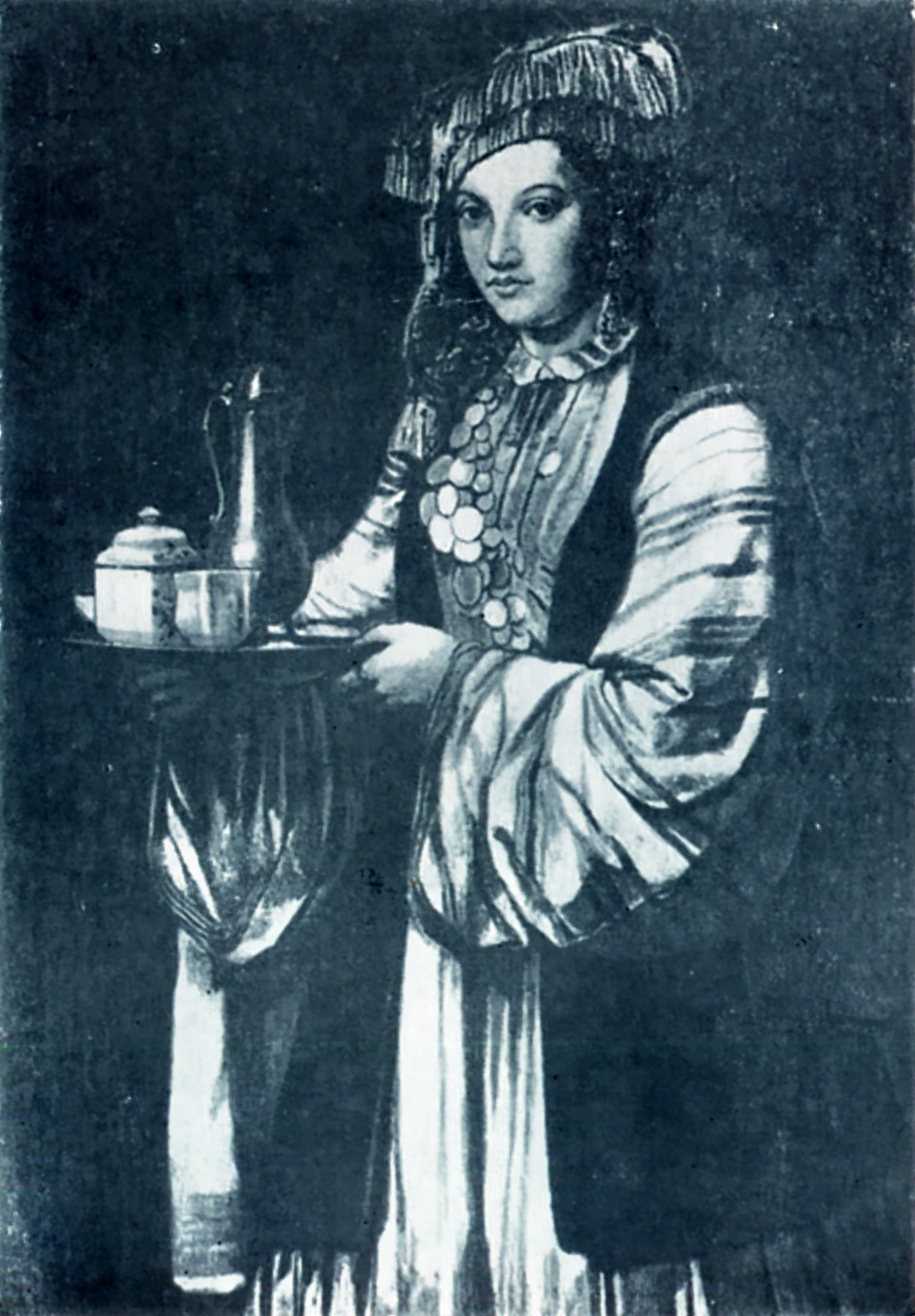
近代、タタール人の女性。タタール人と呼ばれている民族たちは大オルダの純モンゴル族系住民が祖先であり、現在でも大オルダの支配地域に広く分布し、生活している。その内の一つの民族がクリミア・タタール人であり、彼らは大オルダ消滅後に形成されていったクリミア・ハン国の住民と現地のテュルク系の民族との混血とも言われている。彼らは、迫害を受けながらもクリミアでくらしつづけている。

その後、大オルダの帝国は、ジョチ・ウルスの命脈を1502年までたもった。しかし、アフマド・ハンの死後に起こった兄弟たちの帝位継承争い等により急速に弱体化していった。クリミア・ハン国に首都のサライを陥落させられ滅亡したのち、滅亡させたクリミア・ハン国は長くサライを領土に組みこむことはなく、サライはタタール人の手に戻ることはなかった。また、大オルダ消滅後に大ハン位を保持したクリミア・ハン国も後にオスマン帝国の属国になり、遂に1783年にはロシア帝国に編入された。

## その後

### タタール人の行方

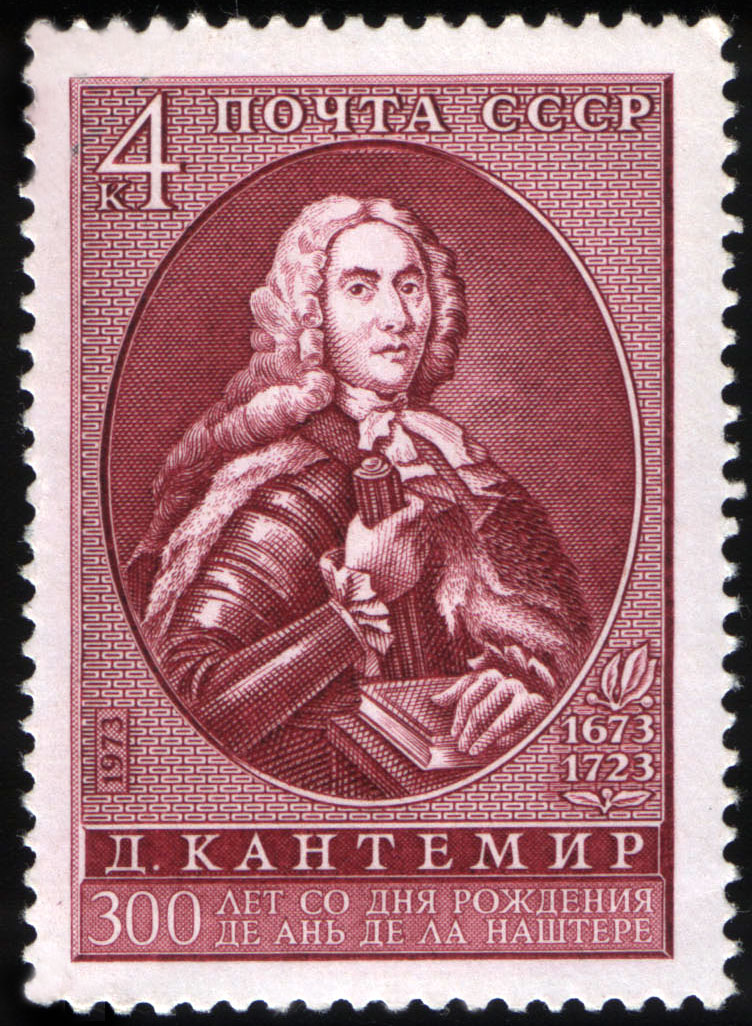
チンギス・カンを祖先にもつ、モルダヴィア（ルーマニア）生まれの文人、学者で、モルダヴィア公のディミトリエ・カンテミールの姿が描かれたソ連の切手

ジョチ・ウルスの後継政権がたてられた、とものである。リトアニア、ポーランド等に移住し、の民族（ロシア帝国の貴族）、（チンギス・カンのちを引く、ディミトリエ・カンテミール等の貴族、領主、遂にはモルダヴィア公国公爵となるものもあった名門貴族）等に代表されるように、現地のとなるもの（ボヤール）も現れた。

### タタール人政権の完全崩壊
その後の後継政権が次々とロシア帝国に合併・併合されて行った。大ハンの君主をいただいて存続していた、クリミア・ハン国も弱体化し、遂に滅亡した。

## 文化・国政

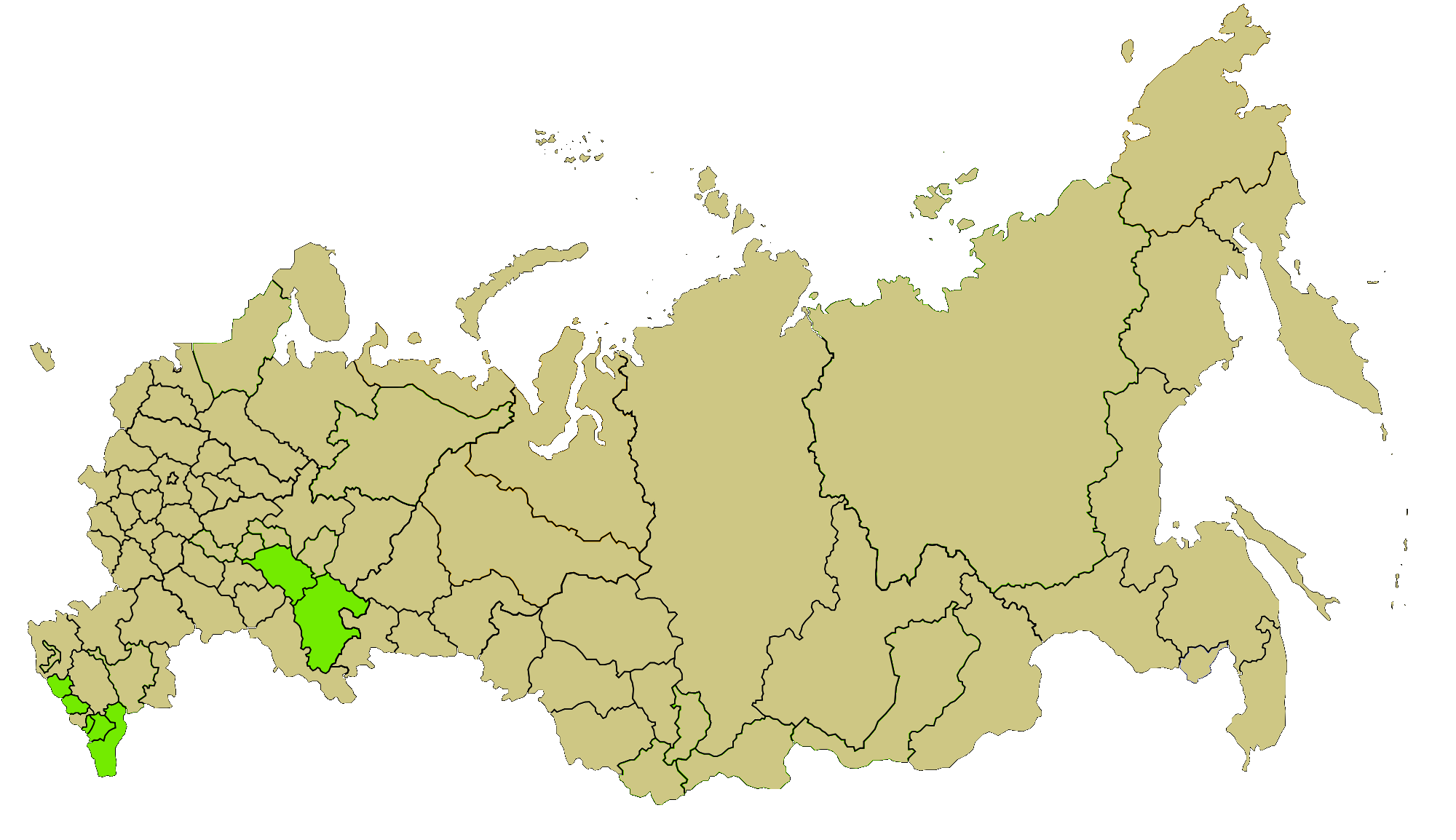
ロシアにおけるイスラム教の分布。大オルダ支配地域に多い。

基本的には、ジョチ・ウルスの命脈を保った政権のため、ジョチ・ウルスの文化や国政を受け継いだ。宗教的にはイスラム教化がほぼ完了し、遂には王族の文化が（かつてのモンゴル系の文化を受け継ぎながらも）イスラム教化するに至った。しかし、領内にはロシア正教会を信仰する人々や、モンゴル系のシャーマニズムを信じ続けた人々も存在した。つまり、領内には主に
- イスラム教
- キリスト教
- シャーマニスム
- その他の小規模宗教

があった。
また、前述したように、言語的にもテュルク化を遂げ、行政命令文書は以前のモンゴル語から、地元の諸民族の影響を受けてテュルク系に変化した。

## 帝系の家系
ジョチから大オルダまでの系図

## 参考資料
- 亀井高孝/三上次男/林健太郎/堀米庸三「世界史年表・地図」（22号、2016年）

## 関連項目

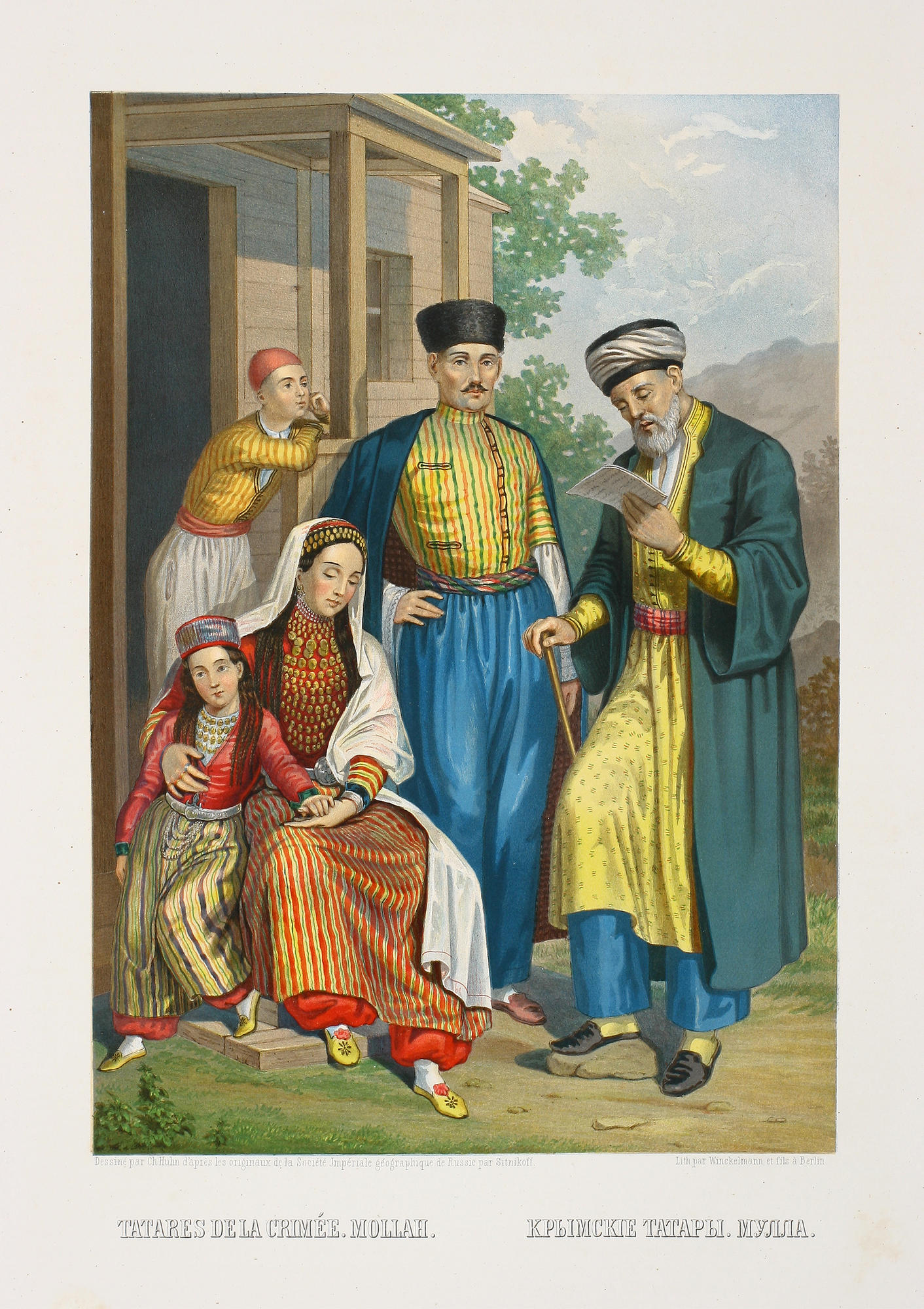
クリミア・タタール人